# Quiralidad inherente
En química, la expresión quiralidad inherente se usa para categorizar todas las moléculas y complejos cuya asimetría no se origina de un elemento estereogénico clásico, sino que es consecuencia de la presencia de una curvatura en una estructura, que elimina los ejes de simetría en cualquier representación bidimensional.
La expresión ‘‘quiralidad inherente’’ fue utilizada por primera vez por Boehmer para indicar los patrones de sustitución XXYZ o WXYZ en los calixarenos, y luego fue extendido a los fulerenos con un esqueleto molecular quiral, como C76, C78 y C84, algunos complejos no simétricos de uranilo-salofeno, y la base de Schiff protonada del 11-cis-retinal, el cromóforo de la rodopsina.